# Rapaluoto (ö i Södra Savolax, Nyslott, lat 62,16, long 29,10)
Rapaluoto är en ö i Finland. Den ligger i sjön Pyyvesi och i kommunen Nyslott i  landskapet Södra Savolax, i den sydöstra delen av landet, 300 km nordost om huvudstaden Helsingfors. Öns största längd är 20 meter i sydväst-nordöstlig riktning.